# یونس مسعودی
یونس مسعودی (زادهٔ ۲۴ فروردین ۱۳۶۰) بازیکن فوتبال بازنشسته اهل ایران است. وی در طول بازی خود در پست مدافع توپ می‌زد. مسعودی در طول فعالیت ۱۳ ساله خود برای دو تیم پیام مشهدو شهرداری یاسوج بازی کرد.

## حرفه
مسعودی از سال ۱۳۷۵ به تیم جوانان باشگاه فوتبال پیام مشهد پیوست. وی کار حرفه‌ای خود را با این باشگاه در سال ۱۳۸۰ آغاز کرد. در ۴ بهمن ۱۳۸۷، مسعودی اولین بازی رسمی خود را آغاز در لیگ برتر خلیج فارس مقابل پاس انجام داد او ۹۰ دقیقه کامل بازی کرد و پیام در آن بازی با نتیجه ۴–۱ شکست خورد.
مسعودی پس از ده فصل بازی در تیم پیام، که کاپیتان باشگاه هم شده بود، در تابستان سال ۱۳۹۰ به شهرداری یاسوج پیوست.

## مربی‌گری
پیام خراسان آکادمی فوتبال پیام را در سال ۱۳۸۹ تأسیس کرد. در حالی که مسعودی هنوز بازیکن این تیم بود، به عنوان اولین مدیر آکادمی منصوب شد. وی پس از بازنشستگی به عنوان بازیکن ، به عنوان مربی ادامه داد و از کنفدراسیون فوتبال آسیا مدرک B گرفت.
در سال ۱۳۹۹، او کمپینی را برای احیای باشگاه مورد علاقه خود، پیام خراسان، در اینستاگرام راه اندازی کرد.

## افتخارات
پیام خراسان
- قهرمانی لیگ آزادگان ۸۷–۱۳۸۶[۷][۸]

شهرداری یاسوج
- صعود به نیمه‌نهایی جام حذفی فوتبال ایران ۹۱–۱۳۹۰[۹]